# کتاب سوئی
کتاب سوئی (انگلیسی: Book of Sui) چینی: 隋書; پین‌یین: Suí Shū) یا سوئی‌شو، یا تاریخ سوئی، تاریخ رسمی سلسله سوئی است که در سال‌های ۵۸۱–۶۱۸ پس از میلاد بر چین حکومت می‌کرد. در میان بیست و چهار تاریخ رسمی امپراتوری چین قرار دارد. توسط Yan Shigu, Kong Yingda، و Zhangsun Wuji با Wei Zheng به عنوان نویسنده اصلی نوشته شده است. در سال سوم ژنگوان سلسله تانگ (۶۲۹)، امپراتور تایزونگ تانگ به فانگ ژوانلینگ دستور داد تا بر تکمیل کتاب سوئی نظارت کند، کتابی که تقریباً همزمان با نگارش سایر تاریخ‌های رسمی در حال جمع‌آوری بود. کتاب سویی در سال ۶۳۶ پس از میلاد تکمیل شد، همان سالی که «کتاب چن» تکمیل شد.

## در مورد ایران
کتاب ۸۳ 
شهر محصور سو-لین (تیسفون) در غرب رودخانه دا-خو (رود دجله) بود که قبلاً ایالت تیآ-جی (تفسیرها مختلف است) بوده است،  پایتخت کشور بو-سی (شاهنشاهی ساسانی) است. نام پادشاه کو-سا-خو می‌باشد. شهر پایتخت بیش از ده مایل مربع مساحت دارد. این مملکت بیش از ۲۰۰۰۰ سرباز جنگجو و شجاع دارد که در جنگ‌ها از فیل استفاده می‌کنند. در این سرزمین مجازات اعدام وجود ندارد، اما مجازات قطع کردن دست و پا، مصادره اموال، تراشیدن ریش یا آویزان کردن لوحه به گردن از جمله مجازات‌هاست.
افراد بالای سه سال باید سالانه چهار سکه جهت مالیات پرداخت کنند. ازدواج با خواهران نزد ایشان معمول است. اجساد مردگان را در بلندی‌ها رها می‌کنند و عزاداری یک ماه به طول می‌انجامد.
پادشاه ایشان تاجی مرصع به گل‌های طلایی بر سر می‌گذارد و به تختی زرین که شکل شیر در آن حکاکی شده جلوس می‌کند و از گرد طلا برای آرایش ریش استفاده می‌کند. جامهٔ پادشاه دیبایی زربفت و گردن بندی مرصع به جواهرات قیمتی است.
محصولات این سرزمین عبارتند از: از اسب‌های چالاک، الاغ‌های بزرگ، شیرها، فیل‌های سفید، شترمرغ‌های بزرگ، مروارید، سرامیک، مرجان‌ها، ظروف سفالین، عقیق، بلور، زمرد، بوره، پوست گوزن، مهره‌های قرمز رنگ، الماس، طلا، نقره، برنج (آلیاژ)، توتیا، مس، آهن، قلع، دیبا، لباس‌های مرغوب، قالیچه‌های پشمی، گونی، چوب صندل، منسوجات زربفت، گوزن قرمز، چرم، جیوه، کندر (گیاه)، صمغ، چوب سیاه، دیگر عطریات، فلفل سیاه، دارفلفل زرد، شکر، خرما، گل تاج‌الملوک، مازو (فراورده گیاهی) و زرنیخ. ترک‌ها نتوانستند وارد کشورشان شوند، بنابراین ایرانیان آنها را نیز تحت نظارت خود دارند. ایران اغلب سفرایی به دربار امپراتوری چین اعزام می‌دارد.
دریا در چند صد مایلی در غرب این کشور قرار گرفته است، «سرزمین مو» (احتمالاً مرو) در حدود بیش از ۴۰۰۰ مایلی شرق آن است، این کشور ۴۵۰۰ مایلی تا «فولین» (روم شرقی)  در شمال غربی و ۱۱۷۰۰ مایل تا گواژو در شرق فاصله دارد و با کشور روم شرقی همسایه است. امپراتور یانگ (۶۰۴–۶۱۷ میلادی)، برای برقراری ارتباط با ایران نماینده ای به نام لی-یو را به دربار ایشان فرستاد. سفیر مزبور در راه بازگشت به چین توسط نمایندهٔ ایران که حامل هدایایی بود، همراهی شد.
پارتیان که حدود پنج قرن بر ایران حکومت کردند در زمان که تاریخ وی نوشته می‌شد (اواسط قرن پنجم میلادی) به دست ساسانیان از بین رفته بودند و دولتی تحت عنوان پارت وجود نداشت اما مورخ تاریخ وی سرزمین آن- شی را در شمال غربی کوشان و مغرب پامیز ذکر کرده است منظور کتاب وی می‌بایست ایالت کوچکی در مرز شمال شرقی امپراتوری ساسانی و احتمالاً بخارا بوده باشد. تاریخ سوئی می‌گوید که «کشور آن» همان آن-شی (کشور پارت یا اشکانی) زمان امپراتوری هان است. به هر حال از اواسط قرن پنجم میلادی مورخان چینی آن -شی را فقط برای ناحیه بخارا به کار برده‌اند که هیچ گونه ارتباطی با امپراتوری پارتیان ندارد.
در این کتاب از بخارا به عنوان آنگوئو (Anguo 安國) یاد شده است به نظر می‌رسد که این تنها متن چینی است که به‌طور خاص به زنای با محارم مادر و پسر در بخارا اشاره دارد. 風俗同於康國，唯妻其姊妹，及母子遞相禽獸，此為異也。